# Pedicularis semibarbata
Pedicularis semibarbata är en snyltrotsväxtart som beskrevs av Asa Gray. Pedicularis semibarbata ingår i släktet spiror, och familjen snyltrotsväxter. Utöver nominatformen finns också underarten P. s. charlestonensis.

## Bildgalleri

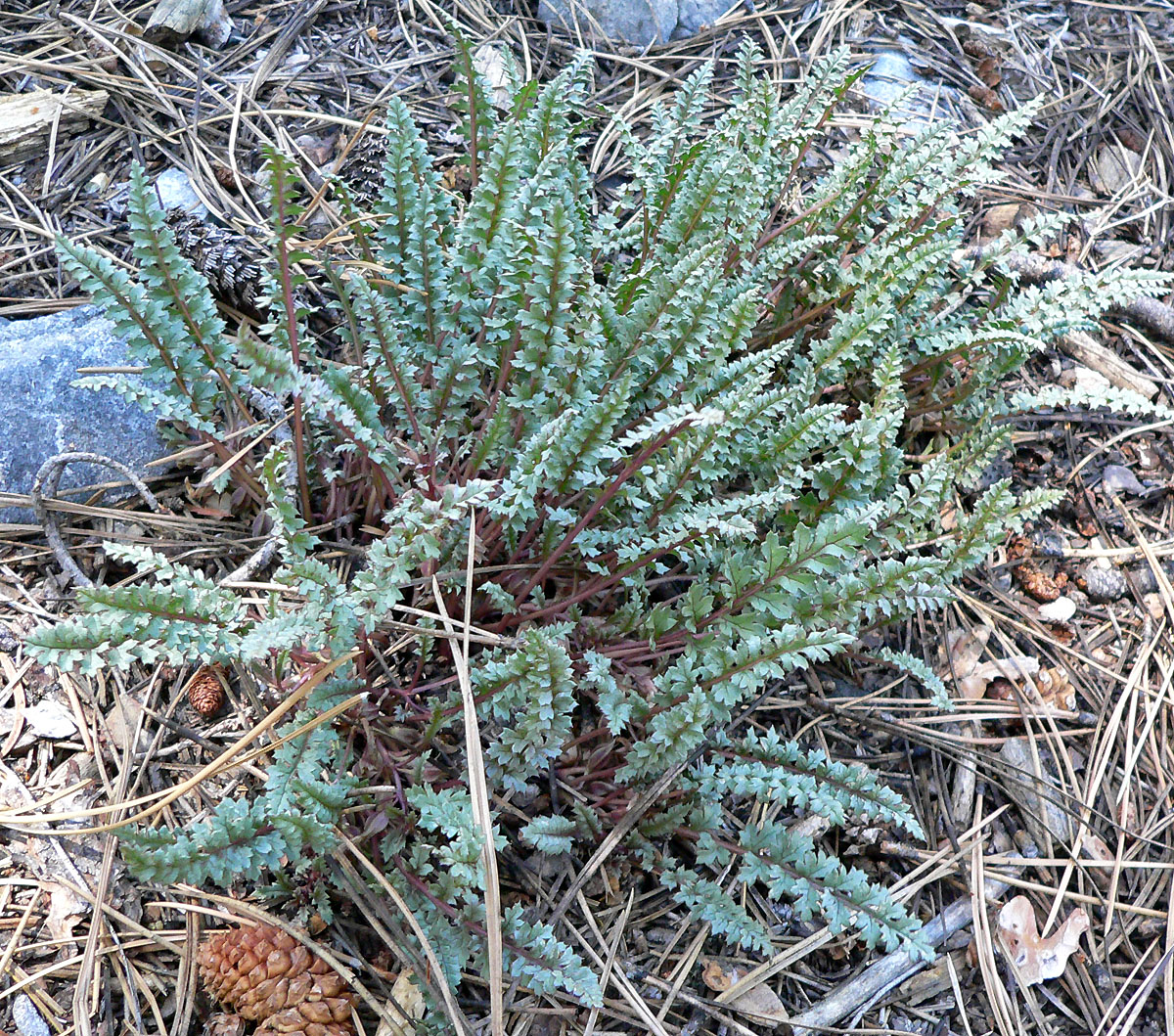
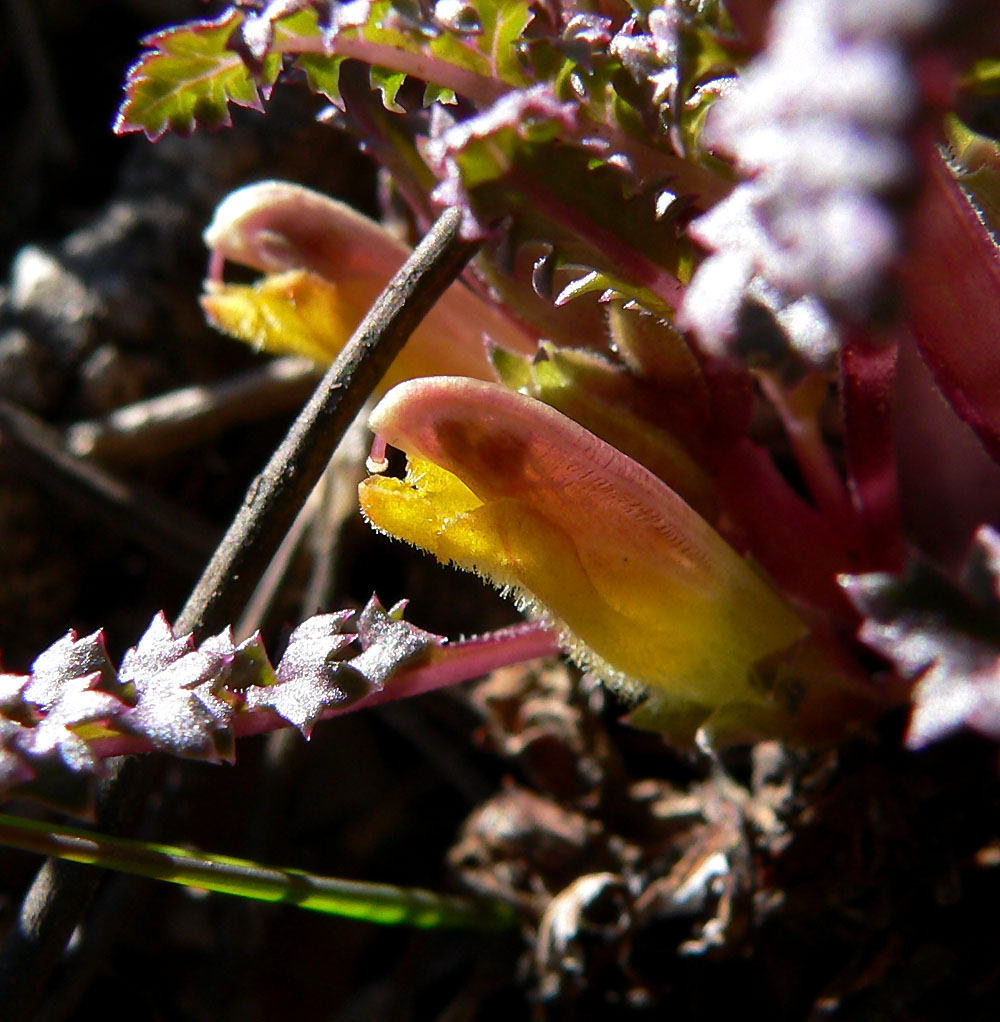
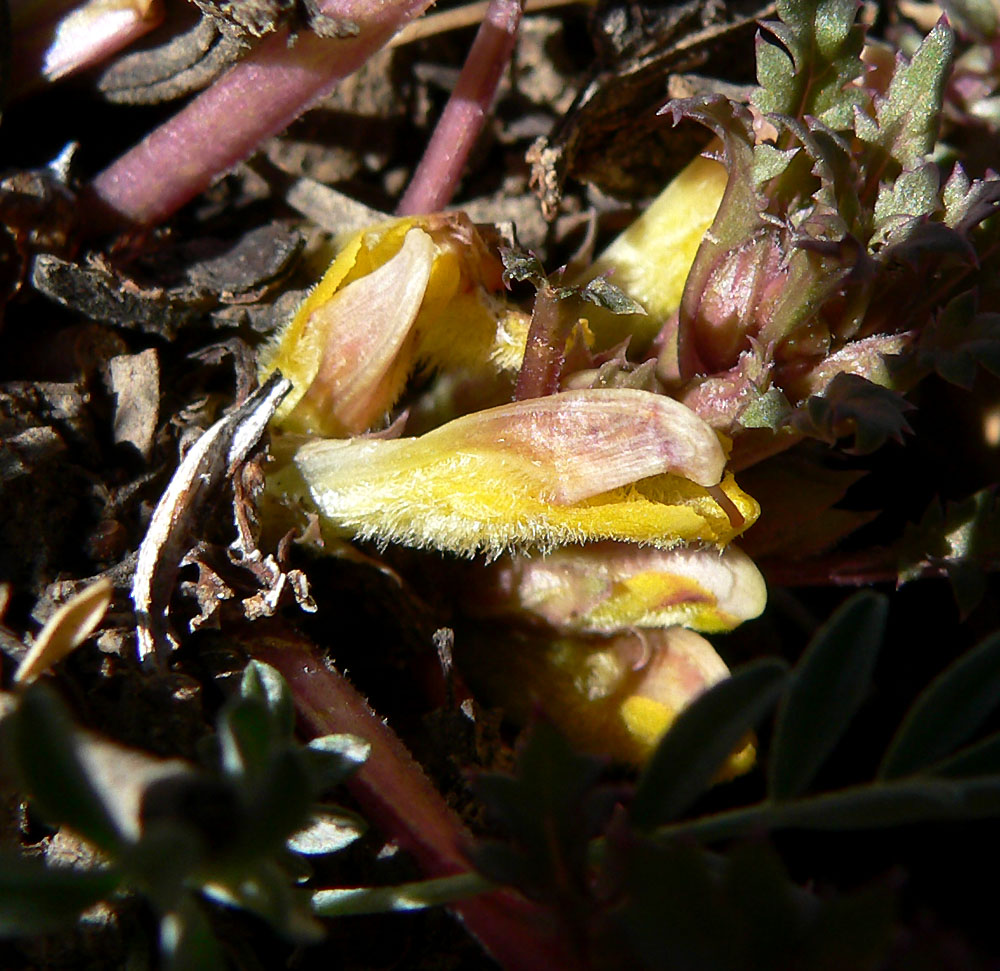
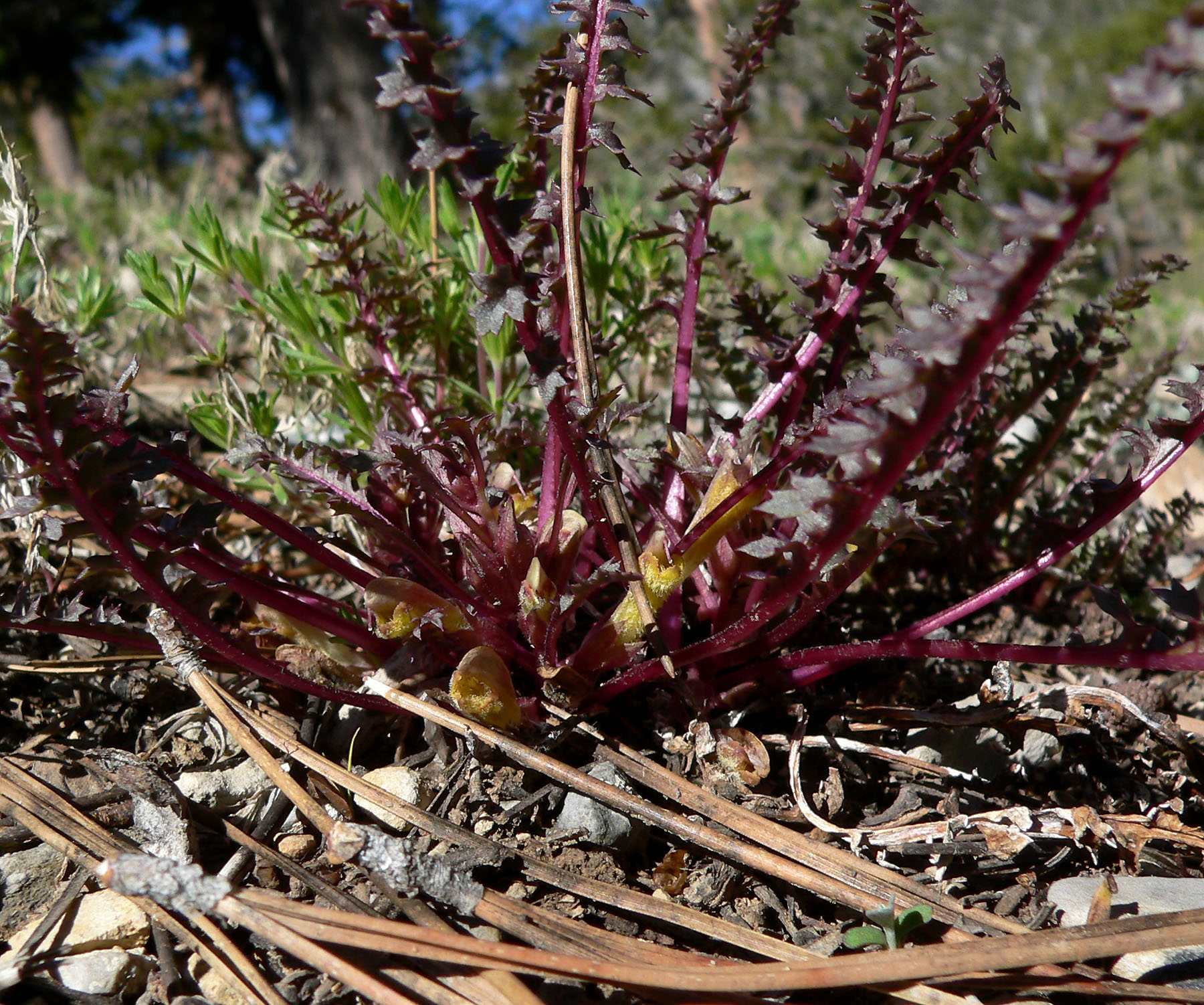
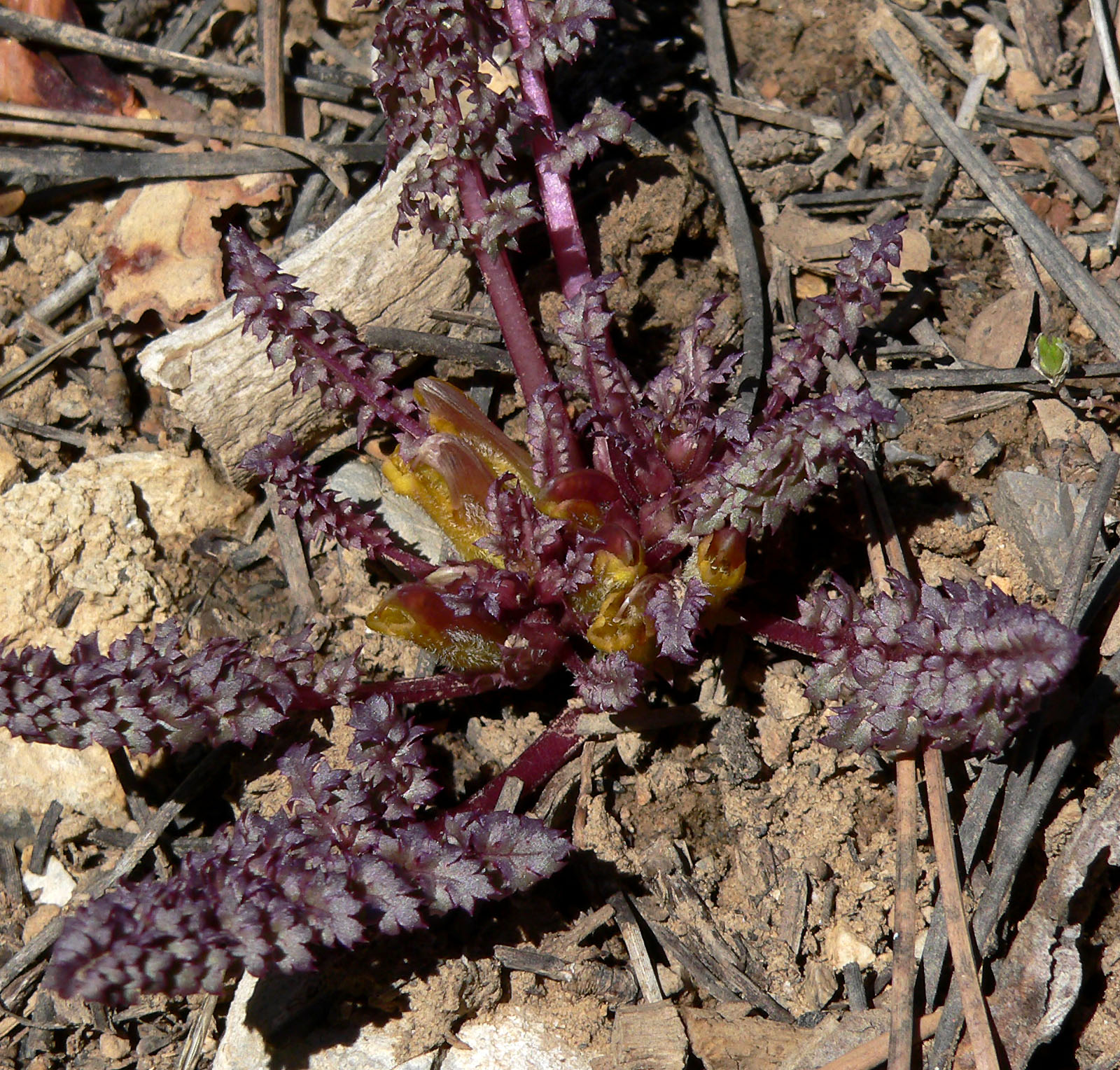
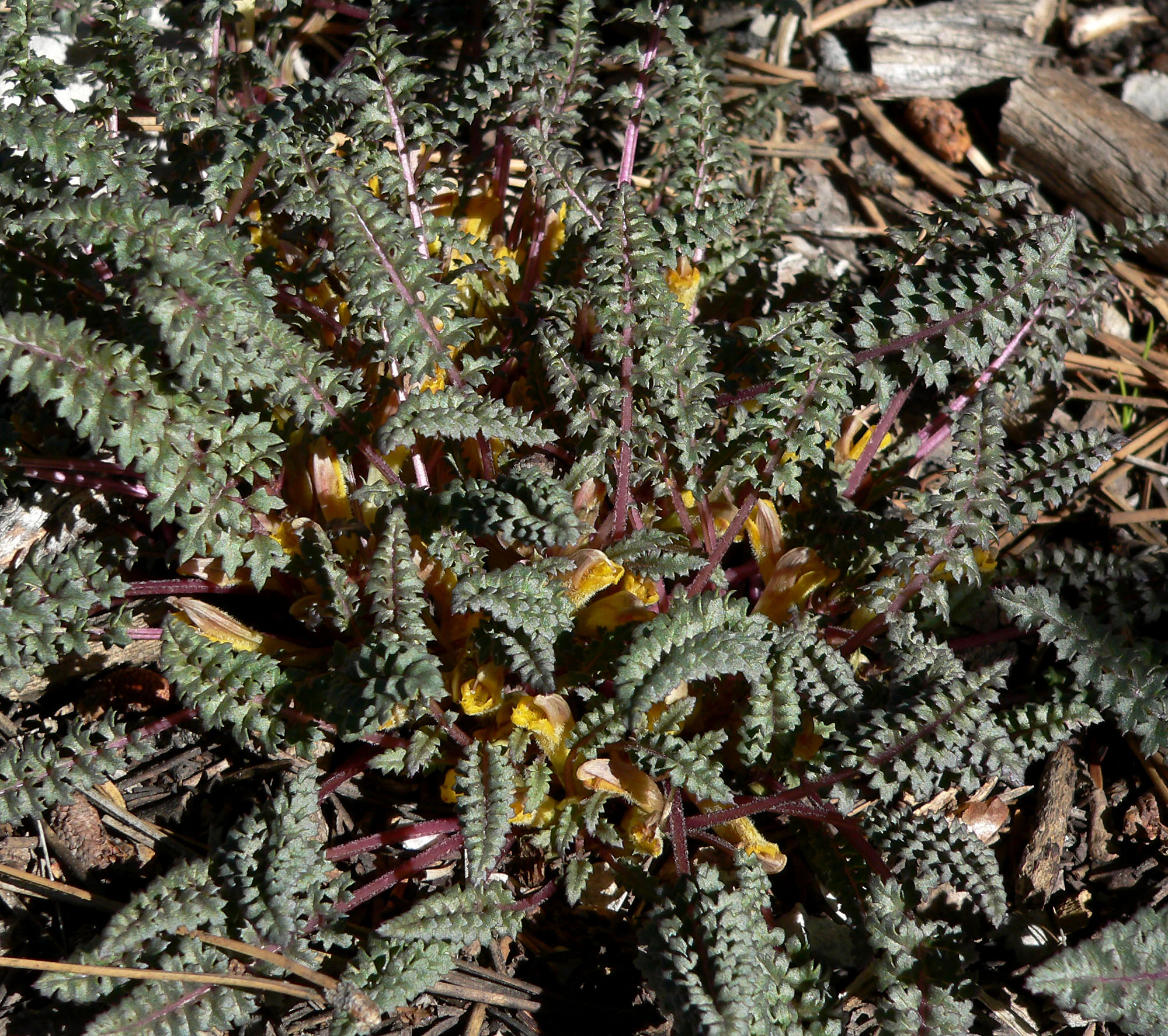